# Aaron Parks
Aaron Parks (Seattle, 7 ottobre 1983) è un pianista e compositore statunitense.

## Biografia
Nato a Seattle, all'età di 14 anni comincia gli studi di musica e informatica all'Università del Washington tramite la Transition School and Early Entrance Program. L'anno successivo viene selezionato per far parte della Grammy High School Jazz Ensembles, fatto che lo porterà a volersi trasferire a New York per studiare alla Manhattan School of Music. Qui ha modo di studiare con, tra gli altri, Kenny Barron.
Durante il suo ultimo anno alla Manhattan inizia a suonare in tour con Terence Blanchard, registrando poi tre album con lo stesso gruppo per la Blue Note incluso A Tale of God's Will (A Requiem for Katrina), vincitore di un Grammy Award come  Best Large Jazz Ensemble Album nel 2007. Sempre con il quintetto di Blanchard ha inciso le colonne sonore per alcuni film di Spike Lee, Inside Man, Lei mi odia e il documentario When the Levees Broke: A Requiem in Four Acts.
Nel 2006 partecipa al Thelonious Monk International Jazz Piano Competition, tra i massimi concorsi d'esecuzione jazz internazionali, ottenendo il terzo posto dietro solo a Tigran Hamasyan e Gerald Clayton.
Già nel 1999 Parks realizza il suo primo disco da leader, The Promise, con la Keynote a cui seguiranno altri tre dischi nei successivi tre anni con la stessa etichetta. Nel 2008 Invisible Cinema rappresenta invece il suo debutto da leader con la Blue Note. Realizza i successivi con la ECM Records e la Ropeadope.
È inoltre membro del gruppo James Farm insieme con Joshua Redman, Matt Penman ed Eric Harland ed ha suonato frequentemente in tour con il chitarrista Kurt Rosenwinkel.

## Premi
Tra i diversi premi e riconoscimenti ricevuti figurano:
- Terzo posto al Jas Hennessy Piano Solo Competition di Montreux (2000)
- Cole Porter Fellow of the American Pianists Association (2001)[1]
- Terzo posto al Thelonious Monk International Jazz Piano Competition (2006)[3]

## Discografia parziale
Di seguito è elencata una discografia parziale:
- The Promise (Keynote, 1999)
- First Romance (Keynote, 2000)
- The Wizard (Keynote, 2001)
- Shadows (Keynote, 2002)
- Bounce  (Blue Note, 2003) - con Terence Blanchard
- A Tale of God's Will (A Requiem for Katrina) (Varese Sarabande, 2006) - con Terence Blanchard
- Anthem (Concord Jazz, 2007) - con Christian Scott
- Between the Lines (World Culture Music, 2007) - con Mike Moreno
- Invisible Cinema (Blue Note, 2008)
- Prelude (Fresh Sound, 2008) - con Ambrose Akinmusire
- Live at Newport (Concord Jazz, 2008) - con Christian Scott
- Angelica (CAM Jazz, 2009) - con Francesco Cafiso
- James Farm (Nonesuch, 2011) - con James Farm
- Star of Jupiter (Wommusic, 2012) - con Kurt Rosenwinkel
- Today Is Tomorrow (Criss Cross, 2012) - con Dayna Stephens
- Arborescence (ECM, 2013)
- City Folk (Nonesuch, 2014) - con James Farm
- Flow (Blue Note, 2014) - con Terence Blanchard
- Lotus (World Culture Music, 2015) - con Mike Moreno
- Groovements (Stunt, 2016)
- Find the Way (ECM, 2017)
- The Seasons (Motema, 2018) - con Ben Wendel
- Little Big (Ropeadope, 2018)
- Waiting Game (Motema, 2019) - con Terri Lyne Carrington
- Right Now! (Contagious Music, 2020) - con Dayna Stephens
- Little Big II: Dreams of a Mechanical Man (Ropeadope, 2020)